# Goemon Mononoke Sugoroku
Goemon: Mononoke Sugoroku (ゴエモンもののけ双六, lit. "Goemon Sugoroku de Mononoke") és un videojoc de tipus joc de taula per la Nintendo 64 publicat el 25 de desembre del 1999.
El joc es basa en la sèrie Ganbare Goemon i tot i la relativa popularitat de la saga a Occident, va ser llançat només al Japó.